# Orangespetsig spindling
Orangespetsig spindling (Cortinarius bataillei) är en svampart som beskrevs av J. Favre 1960. Orangespetsig spindling ingår i släktet Cortinarius och familjen spindlingar.  Arten är reproducerande i Sverige. Inga underarter finns listade i Catalogue of Life.

## Källor

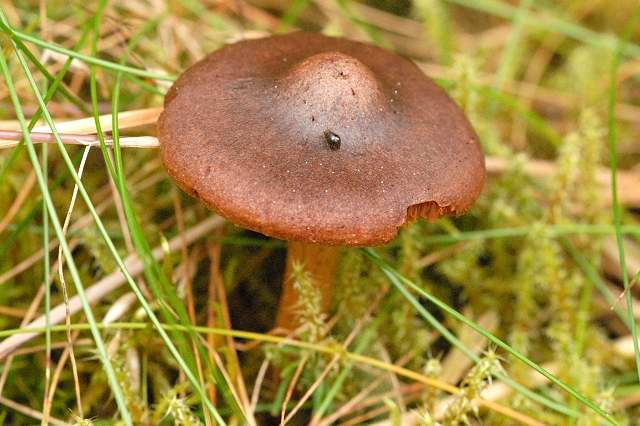
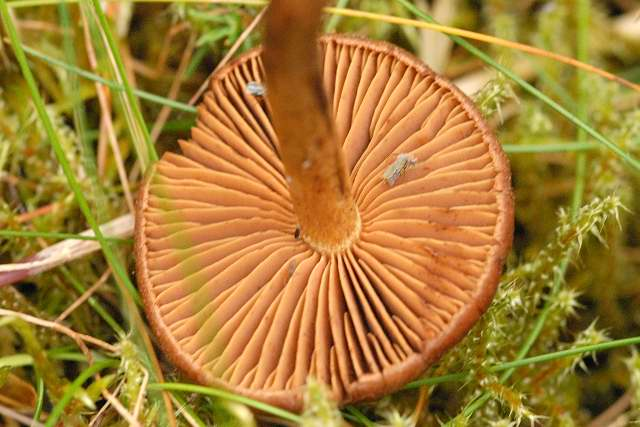